# Chuyến bay 235 của TransAsia Airways
Chuyến bay 235 của TransAsia Airways là một chuyến bay bằng máy bay ATR 72-600 chở 58 người từ sân bay Tùng Sơn Đài Bắc đến sân bay Kim Môn. Máy bay rơi xuống sông Cơ Long sau khi va vào một cây cầu vào ngày 4 tháng 2 năm 2015. Địa điểm xảy ra tai nạn chỉ cách nơi máy bay cất cánh 5,4 km. Tai nạn xảy ra lúc 10:54 sáng theo giờ địa phương giờ Đài Loan (9:54 sáng theo giờ Việt Nam), chỉ hơn 1 phút sau khi máy bay trên cất cánh từ sân bay Tùng Sơn.

## Chuyến bay
Chuyến bay GE235 của TransAsia Airways là một chuyến bay bằng máy bay ATR 72-600 chở 58 người từ sân bay Tùng Sơn Đài Bắc đến sân bay Kim Môn. Nó cất cánh từ sân bay Tùng Sơn Đài Bắc vào lúc 10:53 giờ địa phương (GMT+8). Trong đoạn ghi âm cuộc nói chuyện với trạm kiểm soát không lưu ghi nhận từ LiveATC.net, lời nói cuối cùng từ tổ lái là: "Mayday, mayday, engine flameout" (Cấp cứu, cấp cứu, động cơ bị hỏng). Vào 10:54, máy bay đâm xuống dòng sông Cơ Long, trên ranh giới giữa quận Nam Cảng của Đài Bắc và Tịch Chỉ thuộc Tân Bắc, Trung Hoa Dân Quốc.
Cảnh tượng máy bay rơi được ghi lại bởi ít nhất 3 dashcam, đang di chuyển trên cầu. Máy bay xuất hiện từ bên trái của máy quay ngay trong khung hình, bay sát qua các toà chung cư rồi liệng sang bên trái. Máy bay bay ở góc gần 90° khi port wing (cánh trái) của máy bay quệt vào lòng đường và làm gãy lan can. Trước đó, bộ phận đỡ đèn cánh trái máy bay va vào một chiếc taxi tải làm 2 người bị thương. 
Ít nhất 40 người được xác nhận là đã chết trong tai nạn, trong đó có cả cơ trưởng và cơ phó của chuyến bay. Vẫn còn 3 người mất tích.

## Máy bay

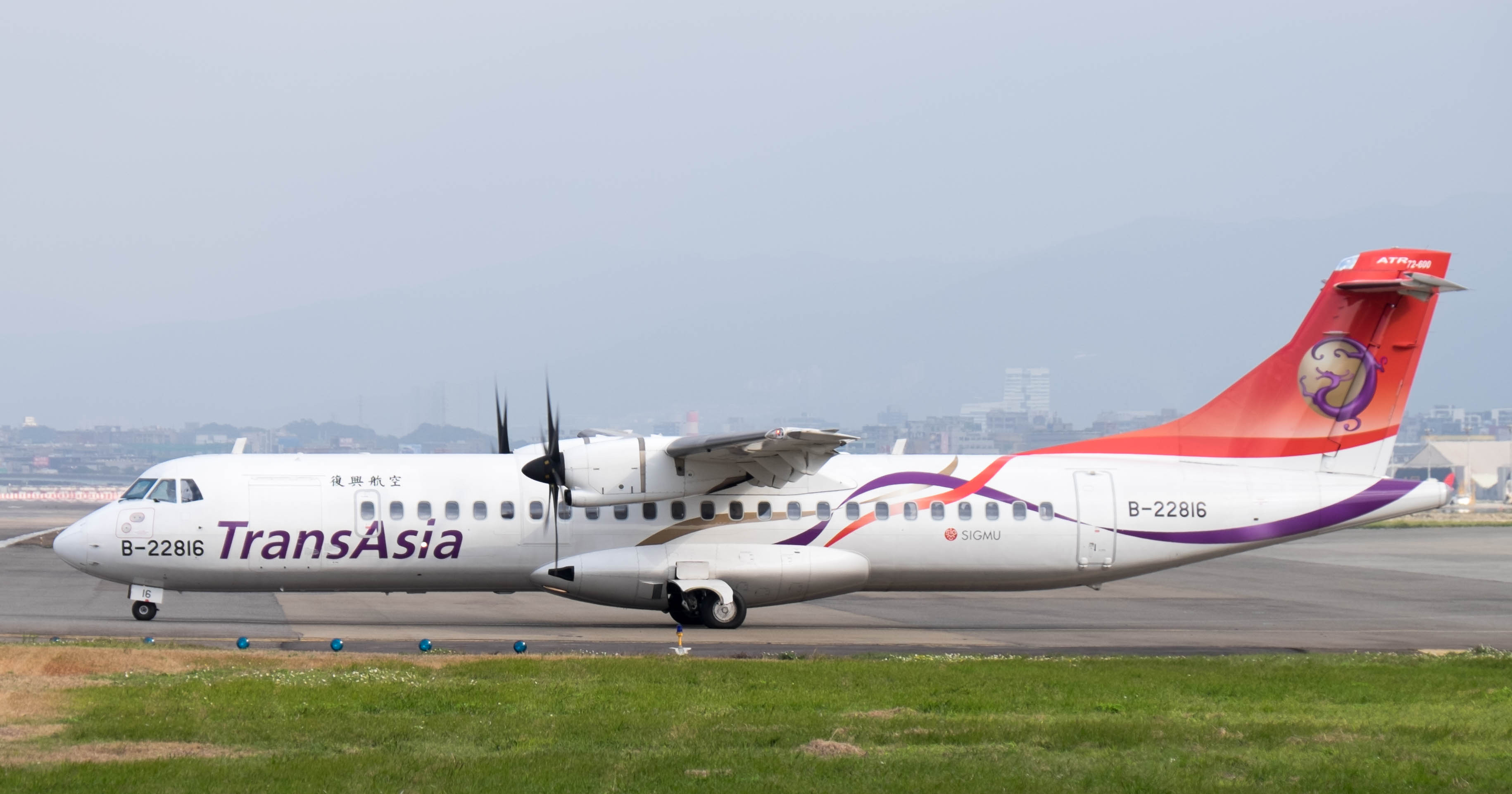
B-22816, máy bay gặp nạn, 34 ngày trước tai nạn

Chiếc máy bay gặp nạn là một chiếc ATR 72-600, đăng ký B-22.816, MSN 1141. Nó bay lần đầu tiên vào ngày 28 tháng 3 năm 2014, và đã được chuyển giao cho TransAsia Airways vào ngày 15 tháng 4 năm 2014. Chiếc máy bay được trang bị hai động cơ Pratt & Whitney Canada PW127M.

## Hành khách và phi hành đoàn
Có 53 hành khách cùng 5 thành viên phi hành đoàn trên chuyến bay. Đã có 15 người được giải cứu. Hãng hàng không TransAsia đã công bố danh sách chi tiết về hành khách và phi hành đoàn, bao gồm 49 người lớn và 4 trẻ em. 27 người đến từ Trung Quốc đại lục đều sinh sống tại Hạ Môn đang tham gia một tour du lịch kéo dài 6 ngày. Phi hành đoàn bao gồm 3 phi công và 2 tiếp viên.
Các phi công trên máy bay là:
- Cơ trưởng Liệu Kiến Tông (廖建宗, Liao Chien-tsung),42 tuổi, công dân Đài Loan, kinh ngiệm 4.914 giờ bay;
- Cơ phó Lưu Tự Trung (劉自忠, Liu Tzu-chung), công dân Hồng Kông-Đài Loan, có kinh nghiệm 6.922 giờ bay;
- Kỹ sư trưởng Hồng Bình Trung (洪炳衷, Hung Ping-chung), công dân Đài Loan, có tổng cộng 16.121 giờ bay.

| Quốc tịch  | Số hành khách | Phi hành đoàn | Tổng cộng |
| ---------- | ------------- | ------------- | --------- |
| Đài Loan   | 22            | 5             | 27        |
| Trung Quốc | 31            | 0             | 31        |
| Tổng cộng  | 53            | 5             | 58        |

## Tìm kiếm, cứu nạn

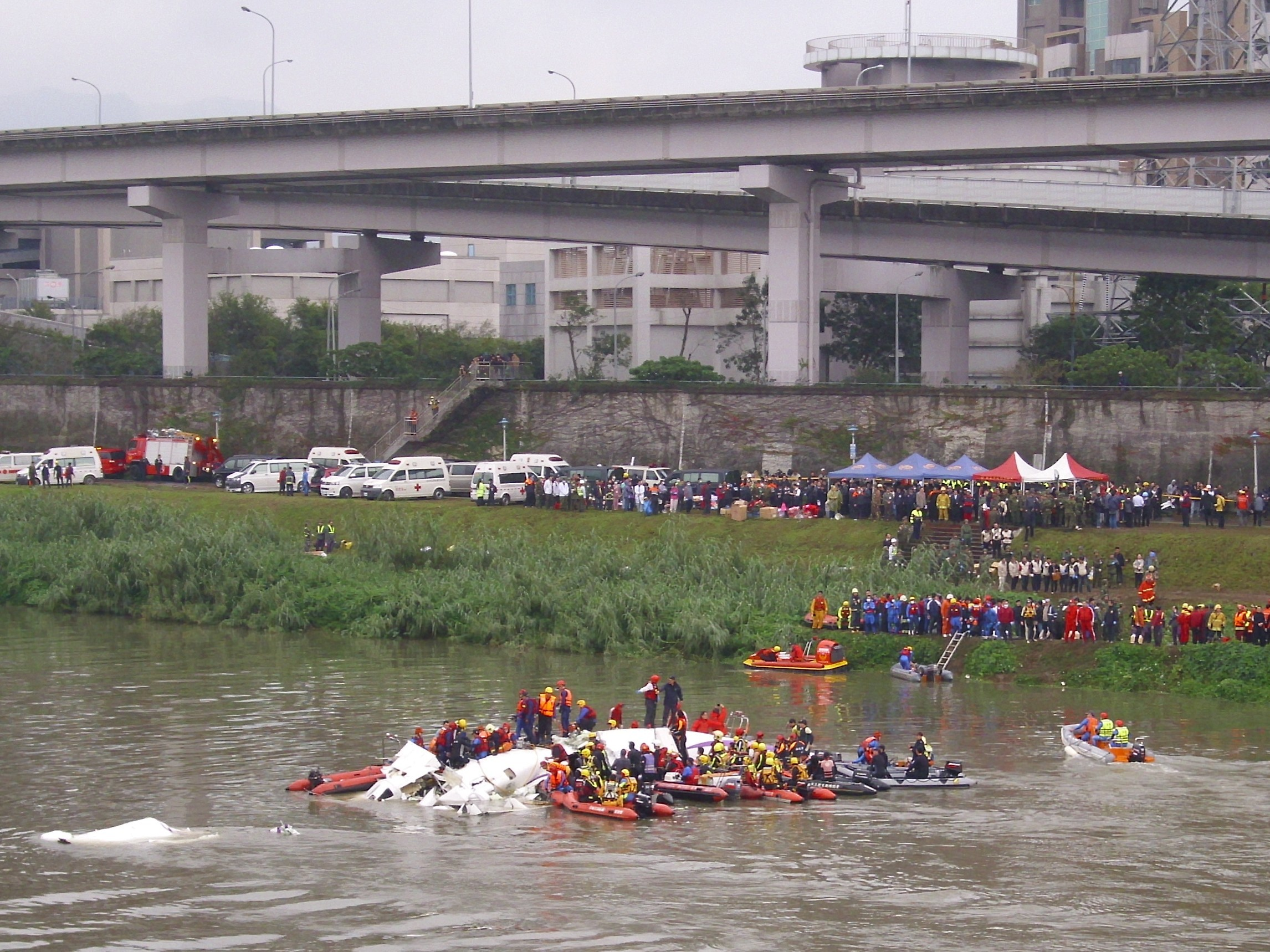
Chiếc máy bay đang được trục vớt trên sông Cơ Long

Sở cứu hoả Đài Bắc đã tổ chức việc giải cứu các nạn nhân, di chuyển các thi thể và người sống sót khỏi thân máy bay đang trong tình trang bán ngập và dùng tàu cứu hộ chở họ về bờ. Vào 8 giờ tối cùng ngày, lực lượng cứu hộ đã sử dụng cần cẩu để nâng phần lớn thân máy bay lên bờ.
Hai hộp đen máy bay đã được tìm thấy và phục hồi dữ liệu vào khoảng 16:00 cùng ngày.
Thi thể của cơ trưởng và cơ phó đã được tìm thấy trong buồng lái khi chân họ bị gãy và tay họ vẫn nắm vào cần điều khiển.

## Điều tra tai nạn
Cuộc điều tra được dẫn đầu bởi Uỷ ban An toàn Hàng Không Đài Loan. Ngoài ra các tổ chức đến từ Pháp (nơi sản xuất máy bay) và Canada (nơi sản xuất động cơ) cũng được mời đến tham gia quá trình điều tra.

### Cuộc họp báo ngày 6 tháng 2
Vào ngày 6/2 các nhà điều tra đã thông báo rằng động cơ trái của máy bay, chưa bao giờ được bảo hành, đã bị tắt thủ công bởi một trong các phi công. Tuy nhiên họ cũng đề cập rằng:"Còn quá sớm để cho rằng đó là lỗi của phi công hay do có tác nhân tác động."
Các nhà điều tra đã tung ra đoạn ghi âm buồng lái. Sau đây là chi tiết các sự kiện được sắp xếp theo thứ tự thời gian (tất cả đều là giờ địa phương GMT+8):
- 10:51:13 — Phi hành đoàn nhận được lệnh cho phép cất cánh.
- 10:52:34 — Đài kiểm soát không lưu yêu cầu phi hành đoàn liên lạc với Cục Xuất ngoại Đài Loan.
- 10:52:38 — Chuông cảnh báo vang lên.
- 10:53:04 — Phi hành đoàn lực đẩy của động cơ trái.
- 10:53:12–18 — Chuông thủy lực vang lên.
- 10:53:24 — Phi hành đoàn tắt động cơ trái.
- 10:53:34 — Phi hành đoàn thông báo tình trạng khẩn cấp: "Mayday! Mayday! Engine flameout" (Cấp cứu! Cấp cứu! Động cơ bị hỏng).
- 10:54:09 — Phi hành đoàn nhiều lần cố gắng khởi động lại động cơ trái.
- 10:54:20 — Động cơ trái hoạt động trở lại.
- 10:54:34 — Tiếng chuông cảnh báo lại vang lên.
- 10:54:34 — Một tiếng động lạ được nghe thấy cùng tiếng chuông cảnh báo.
- 10:54:36 — Đoạn ghi âm kết thúc.

### Cuộc họp báo ngày 2 tháng 7
Vào ngày 2 tháng 7 năm 2015, Uỷ ban An toàn Hàng Không Đài Loan thông báo rằng máy bay bị rơi do phi công tắt và khởi động lại sai đông cơ khi một trong số hai động cơ của chiếc máy bay đã bị hỏng. Báo cáo này còn chỉ ra rằng cơ trưởng Liệu Kiến Tông đã trượt bài kiểm tra năng lực bay khi bị trượt phần xử lý tai nạn động cơ hỏng khi cất cánh vào tháng 5 năm 2014. Ông này đã vượt qua bài kiểm tra lại bắt buộc vào tháng. Uỷ ban An toàn Hàng Không Đài Loan được kì vọng sẽ hoàn thành và trình bản báo cáo cuối cùng vào tháng 4 năm 2016 với bản báo cáo sơ bộ vào tháng 11 năm 2015.